# Deportivo Municipal
Club Centro Deportivo Municipal – peruwiański klub piłkarski, czterokrotny mistrz kraju. Należy do 5 najbardziej popularnych klubów w Peru.

## Osiągnięcia

### Krajowe
- Primera División

| zwycięstwo (4):     | 1938, 1940, 1943, 1950                         |
| drugie miejsce (8): | 1941, 1942, 1944, 1945, 1946, 1947, 1951, 1981 |

- Torneo Intermedio

| zwycięstwo (1):     | 1993 |
| drugie miejsce (0): | –    |

## Historia
Club Centro Deportivo Municipal został założony z inicjatywy trzech radnych miejskich Limy, których intencją było założenie klubu piłkarskiego reprezentującego magistrat. Dlatego utworzono w roku 1934 klub o nazwie Círculo Deportivo Municipal. Po połączeniu się z innym klubem 27 lipca 1935 powstał Club Centro Deportivo Municipal, który w 1935 wziął udział w turnieju kwalifikacyjnym, uzyskując awans do pierwszej ligi. W pierwszej lidze zadebiutował dopiero w 1937, gdyż w 1936 rozgrywek ligowych nie było z powodu udziału reprezentacji narodowej Peru w igrzyskach olimpijskich. Już w drugim swoim pierwszoligowym występie, czyli w 1938, Municipal został mistrzem kraju.
W pierwszej lidze klub grał całe dekady, toteż jego spadek do drugiej ligi w roku 1967 był sporym zaskoczeniem. Okres banicji był krótki i w 1969 klub wrócił do pierwszej ligi. Grał w niej nieprzerwanie do feralnego roku 2000, w którym ostatnie miejsce w lidze było przyczyną drugiego w historii klubu spadku. Klub spadł do drugiej ligi (Segunda División), która w 2004 stała się częścią rozgrywek Copa Peru. Akurat w tym roku Municipal znakomicie spisał się w lidze i zajął drugie miejsce. Jednak tym razem oznaczało to jedynie awans do dalszego etapu Copa Peru, do którego awansowało 16 zespołów. Do finału Muncipal przeszedł jak burza. Tu czekał na nich zespół Sport Ancash Huaraz. W Huaraz porażka 0:1 dawała duże nadziej na ostateczne zwycięstwo i upragniony powrót do pierwszej ligi. Doszło jednak do szokującej porażki 1:3 i musiano pogodzić się z faktem, że kolejny sezon trzeba będzie spędzić w drugiej lidze. W roku 2005 klub zajął w lidze (Segunda División) trzecie miejsce, a tylko 2 drużyny kwalifikowały się do najlepszej szesnastki Copa Peru.